# Opuntia schumannii
Opuntia schumannii är en kaktusväxtart som beskrevs av Frédéric Albert Constantin Weber och Alwin Berger. Opuntia schumannii ingår i släktet fikonkaktusar, och familjen kaktusväxter. Inga underarter finns listade i Catalogue of Life.

## Bildgalleri

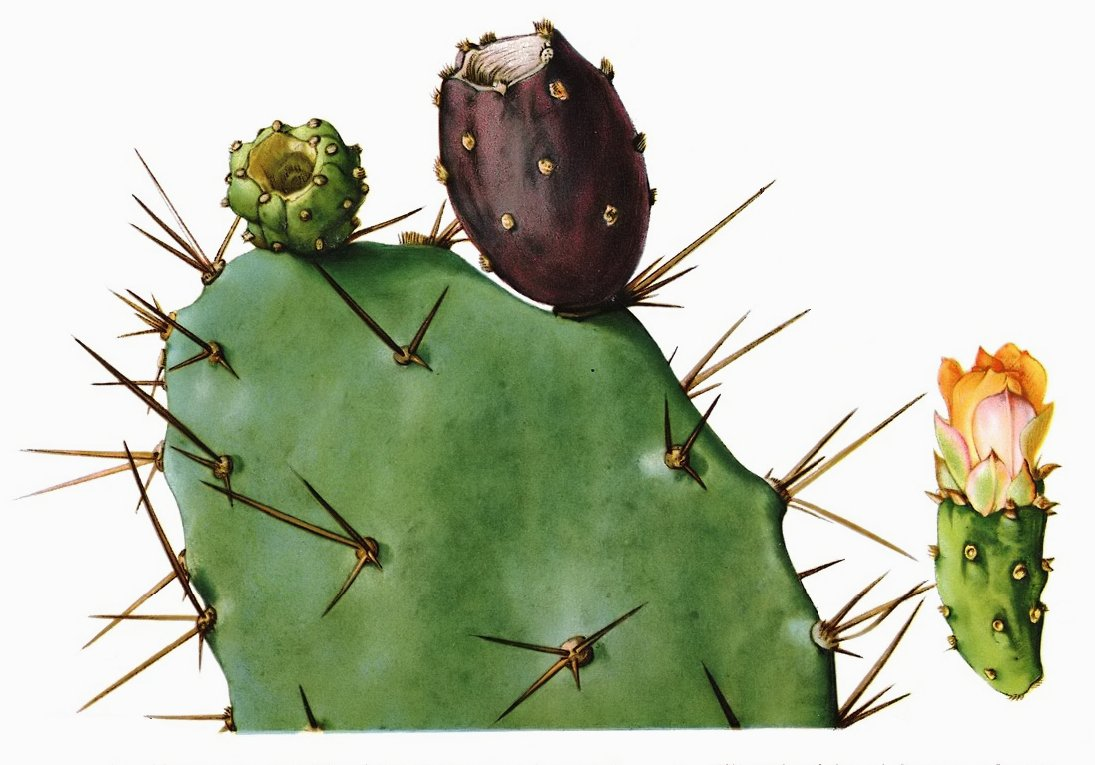
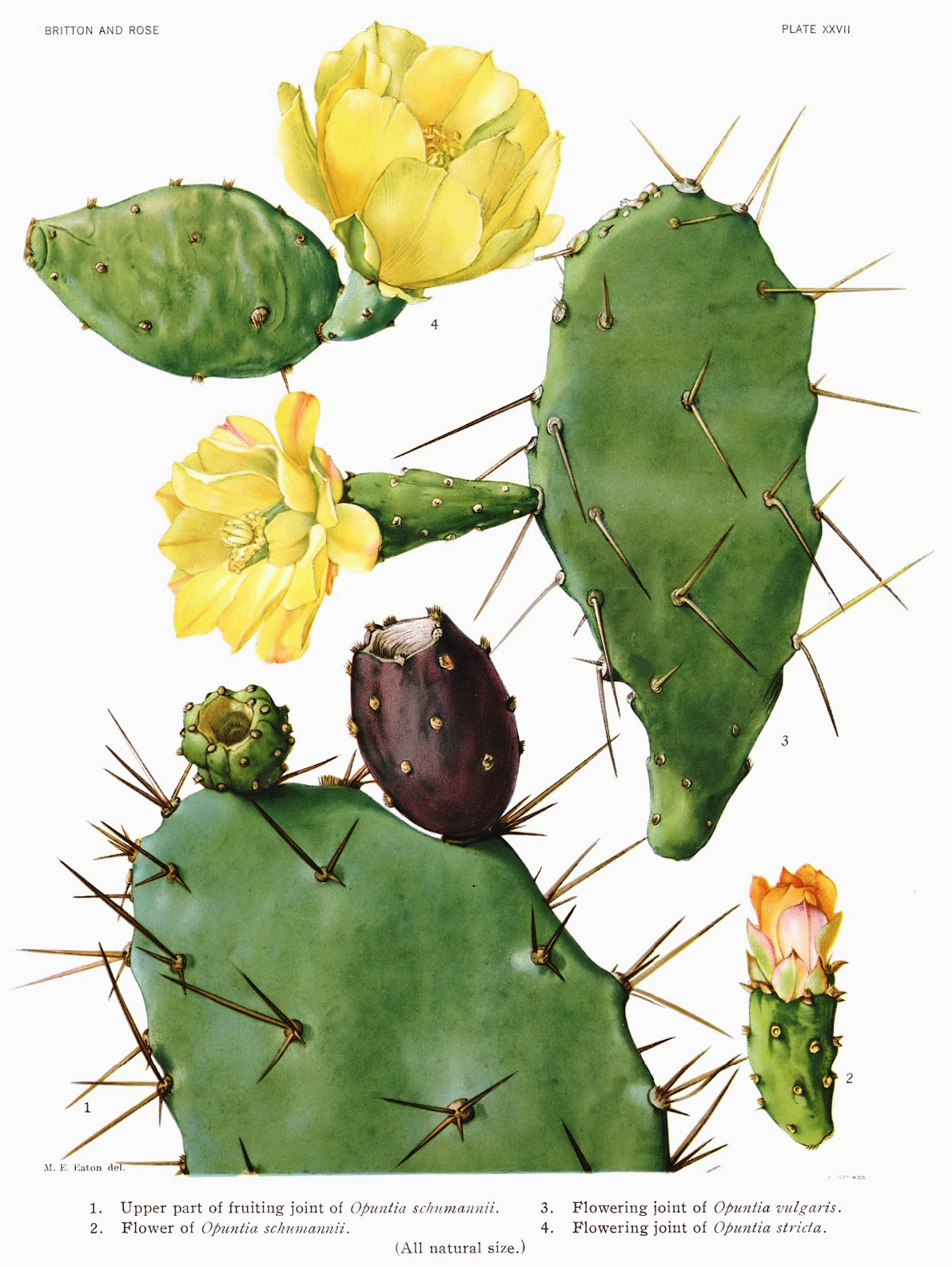